# 죽음과의 약속
《죽음과의 약속》(Appointment with Death)은 영국의 추리작가 애거사 크리스티가 1938년 발표한 장편 추리소설이다.

## 등장인물
- 에르퀼 푸아로 : 사립탐정
- 보인튼 부인 : 부유한 노부인
- 레이몬드 보인튼 : 보인튼 부인의 의붓아들
- 캐롤 보인튼 : 보인튼 부인의 의붓딸
- 레녹스 보인튼 : 보인튼 부인의 의붓아들
- 나딘 보인튼 : 레녹스의 아내
- 지네브라 보인튼 : 보인튼 부인의 딸
- 제퍼슨 코프
- 제라르 박사
- 세라 킹